# Вулиця 50 років СРСР (Чистякове)
Вулиця 50 років СРСР — одна з центральних вулиць в м. Чистяковому, починається від просп. Гагаріна, перетинає вулиці Піонерську, Поповича, Казахську, Вольську, Псковську та закінчується вулицею Ленінградською.

## Забудова
- № 1 - десятиповерховний жиловий будинок (маг. «Строй Дом», «Скарбничка»);
- № 3 - Центр первинної медико-санітарної допомоги м. Тореза та Міська лікарня № 5;
- № 4 - пятиповерховий житловий будинок (маг. «Продукти»);
- № 5 - Торезька школа мистецтв № 1
- № 6 - чотирьохповерховий жиловий будинок (БТІ м. Тореза, аптека)
- №№ 7-13 - житлові будинки.